# Суковатов Микола Іванович
Суковатов Микола Іванович (20.06.1921 — 22.05.1992) — радянський офіцер, учасник Радянсько-німецької війни, командир кулеметного відділення 241-го гвардійського стрілецького полку  75-ї гвардійської стрілецької дивізії 30-го стрілецького корпусу 60-ї Армії Центрального фронту, Герой Радянського Союзу (17.10.1943), гвардії сержант, пізніше гвардії підполковник.

## Біографія
Народився 20 червня 1921 року в с. Осинівка, зараз Кожевніковського району Томської області. Закінчив Томський харчовий технікум, працював на ст. Менделєєво Пермської області.
До Червоної Армії призваний у 1940 році, на фронті з листопада 1941 року (за іншими даними в Червоній Армії з жовтня 1942 року, на фронті з березня 1943 року).
Особливо відзначився при форсуванні ріки Дніпро північніше Києва восени 1943 року, у боях при захопленні та утриманні плацдарму на правому березі Дніпра в районі сіл Глібівка та Ясногородка (Вишгородський район Київської області).  Командир 241-го гвардійського стрілецького полку гвардії підполковник Бударін М.П. в нагородному листі написав, що 24.9.1943 року Суковатов у складі першого взводу форсував Дніпро, перейшов вбрід Старий Дніпро і, ще не встигнувши одягнутися, вступив у бій. Прийняв на себе командування взводом замість командира, що вибув. Під час боїв на плацдармі 4-5 жовтня разом із взводом відбив 19 контратак противника, знищивши при цьому 57 німецьких солдатів і офіцерів, подавив 7 кулеметних точок. Особисто сам у рукопашних сутичках знищив 7 німців).
Указом Президії Верховної Ради СРСР від 17 жовтня 1943 року за мужність і героїзм проявлені при форсуванні Дніпра і утриманні плацдарму  гвардії сержанту Суковатову Миколі Івановичу присвоєне звання Героя Радянського Союзу з врученням ордена Леніна і медалі «Золота Зірка».
Після війни М.І.Суковатов продовжував службу в Радянській Армії. В 1956 році закінчив Боровичське військове училище. В 1961 році звільнився з армії у зв'язку із організаційно-штатними заходами ("Хрущовське скорочення") у званні підполковника. Мешкав у Башкірії, в м. Уфа. Працював директором магазину, заступником начальника технічної школи ДТСААФ, на електроламповому заводі.
Помер 22 травня 1992 року.

## Нагороди
- медаль «Золота Зірка» № 1931 Героя Радянського Союзу (17 жовтня 1943)
- Орден Леніна
- Орден Вітчизняної війни 1 ступеня
- Медалі